# Franco Clerici
Franco Clerici (Milano, 1897 – Parigi, 12 marzo 1934) è stato un politico italiano.

## Biografia
Nato a Milano da famiglia borghese, aderì nel 1919 al Partito Socialista Italiano e fu delegato al Congresso di Bologna e a quello successivo di Livorno (1921), al termine del quale fu eletto nella Direzione del partito. Ciò avvenne grazie all'appoggio di Giacinto Menotti Serrati, che portò al superamento delle obiezioni legate alla militanza ancora recente di Clerici.
Nel 1926 lasciò clandestinamente l'Italia emigrando dapprima in Jugoslavia, poi a Vienna e infine a Parigi, dove collaborò all'organizzazione del XXI Congresso del PSI. Tale assemblea, che si tenne nella capitale francese nel 1930, confermò, come più tardi il Congresso di Marsiglia del 1933, Clerici in Direzione.
La mattina del 12 marzo 1934 Franco Clerici venne ucciso a colpi di pistola mentre si stava recando al lavoro in una ditta di mercerie. Alcuni giorni dopo, appunti relativi all'omicidio di Clerici furono trovati nelle tasche di un suicida, Dante Bonfanti. Secondo gli inquirenti Bonfanti avrebbe ucciso il militante socialista nell'ambito di un vasto progetto di vendetta nei confronti di numerose persone che riteneva responsabili di una sua precedente condanna a dodici anni di carcere per omicidio.